# Oost-Germaanse volkeren

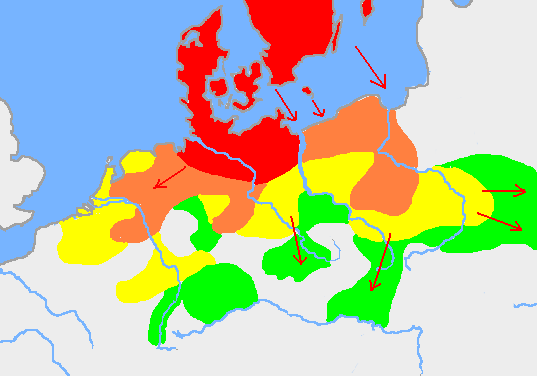
De expansie van de Germaanse stammen van 750 v.Chr. tot het jaar 1

De Germaanse volkeren waarnaar wordt verwezen als Oost-Germaans bestaan uit een golf van migranten die mogelijk tijdens de Pre-Romeinse IJzertijd zijn verhuisd van Scandinavië naar het gebied tussen de Oder en de Wisła tussen de jaren 600 v.Chr. en 300 v.Chr.. In tegenstelling tot de noordelijke en westelijke volkeren, hebben ze niet met succes hun etniciteit behouden en werden ze voornamelijk geassimileerd in de West-Germaanse stammen en de Romeinen.
Volgens sommige theorieën waren de Oost-Germaanse volkeren verwant aan de Noord-Germaanse volkeren, die migreerden vanuit Scandinavië naar het gebied ten oosten van de Elbe (Vandalen, Bourgondiërs, Goten, Rugiërs en anderen).

## Groepen
Groepen die geïdentificeerd worden als Oost-Germaans zijn onder andere:
- Bastarnen
- Bourgondiërs
- Goten
  - Tervingi
  - Greutungi
  - Visigoten
  - Ostrogoten
  - Krimgoten
  - Gepiden
- Rugiërs
- Skiren
- Vandalen
- Herulen

Traditioneel werden de Longobarden geclassificeerd als Oost-Germaans, echter, het Longobardisch wordt nu door veel specialisten beschouwd verwant te zijn aan het Oudhoogduits, vooral zijn Opperduitse dialecten, waardoor een classificatie als West-Germaans zinvoller zou lijken dan Oost-Germaans.

## Taal

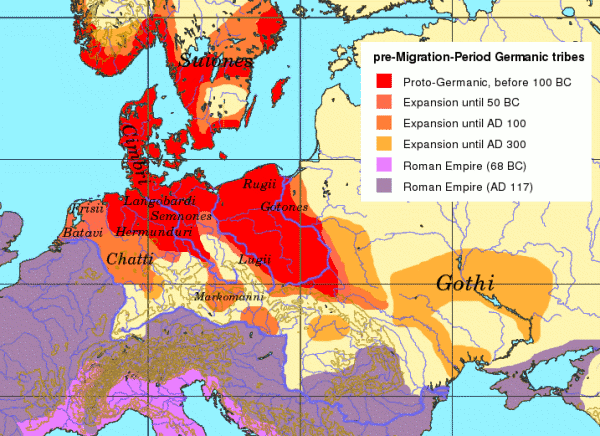
Gebieden die bewoond worden door Oost-Germaanse volkeren tussen 100 en 300

Er bestaat een tegenstelling tussen de Oost-Germaanse talen en de Noord en West-Germaanse talen. Echter, de Oost-Germaanse talen deelden veel kenmerken met de Noord-Germaanse, misschien vanwege de latere migratie.
Al de Oost-Germaanse talen zijn uitgestorven als levende talen. Echter, er waren recente pogingen door Germaanse tribale polytheïsten om een vorm van het Neogotisch te reconstrueren als een voorkomende gemeenschapstaal. Dit werd op de eerste plaats gebaseerd op academische publicaties van een klein aantal geleerden die bestudeerden wat er nog overbleef van de schriftelijke bronnen van Gotische dialecten in Italia, het Iberisch Schiereiland, en het oude Anatolië